# Sozialmanager
Sozialmanager ist ein Beruf, dessen Tätigkeitsbereich in Non-Profit-Organisationen, sozialen Organisationen, Einrichtungen und Diensten oder öffentlichen Verwaltungen liegt.
Sozialmanager leiten Organisationen und/oder entwickeln soziale Einrichtungen. Sie nehmen Rücksicht auf rechtliche Grundlagen,  Wirtschaftlichkeit und Finanzierung. 
Weitere Arbeitsschwerpunkte sind die Bereiche Betriebswirtschaft, Finanz- und Rechnungswesen, Fundraising, Personalführung, -entwicklung, Organisationsführung, Organisationsentwicklung, Controlling, Management, Sozialmarketing sowie die Anwendung branchenspezifischer betriebswirtschaftlicher Steuerungsinstrumente.

## Ausbildung
Die Ausbildung zum Sozialmanager ist in erster Linie eine Fort- bzw. Weiterbildung für Personal aus dem pädagogischen, sozialen oder pflegerischen Bereich. Durch die Weiterbildung werden theoretische und praxisnahe Kenntnisse vermittelt, die einem Absolventen einer Maßnahme befähigen soll, eine Einrichtung zu leiten.
Es gibt im Moment zwei Möglichkeiten, den Beruf des Sozialmanagers zu erlernen:
- über eine Qualifizierungsmaßnahme, erfolgreiche Absolventen erhalten vom Bildungsträger ein Zertifikat
- über eine Fachhochschule, erfolgreiche Absolventen können mit dem Diplom-Sozialmanager oder dem Masterabschluss abschließen.[1]

Die Ausbildung dauert in der Regel zwischen sechs Monaten und drei Jahren.